# Rajd Hiszpanii 1999
Rezultaty Rajdu Hiszpanii (35º Rallye Catalunya-Costa Brava (Rallye de España)), eliminacji Rajdowych Mistrzostw Świata w 1999 roku, który odbył się w dniach 19 kwietnia - 21 kwietnia. Była to piąta runda czempionatu w tamtym roku i druga na asfalcie, a także piąta w Production World Rally Championship i trzecia w mistrzostwach Hiszpanii. Bazą rajdu było miasto Lloret de Mar. Zwycięzcami rajdu została francuska załoga Philippe Bugalski i Jean-Paul Chiaroni w Citroënie Xsarze Kit Car. Wyprzedzili oni Francuzów Didiera Auriola i Denisa Giraudeta także w Toyocie Corolli WRC i Finów Tommiego Mäkinena i Rista Mannisenmäkiego w Mitusbishi Lancerze Evo VI. Z kolei w Production WRC zwyciężyła omańsko-nowozelandzka załoga Hamed Al-Wahaibi i Tony Sircombe w Mitusbishi Lancerze Evo V.
Rajdu nie ukończyło pięć załóg fabrycznych. Hiszpan Carlos Sainz w Toyocie Corolli WRC wycofał się na 19. odcinku specjalnym z powodu awarii alternatora. Na 15. odcinku specjalnym wycofał się Brytyjczyk Colin McRae w Fordzie Focusie WRC. Inny kierowca Forda Focusa WRC Francuz Simon Jean-Joseph odpadł z rajdu na 13. odcinku specjalnym na skutek awarii silnika. Rajdu nie ukończyli również dwaj kierowcy Škody Octavii WRC. Niemiec Armin Schwarz odpadł na 14. oesie z powodu awarii układu elektrycznego, a Czech Pavel Sibera na 12. oesie z powodu pożaru samochodu.

## Klasyfikacja ostateczna
| Miejsce                | Zawodnik               | Pilot                  | Samochód                     | Czas                   | Strata                 | Grupa                  | Punkty                 |                        |
| Klasyfikacja generalna | Klasyfikacja generalna | Klasyfikacja generalna | Klasyfikacja generalna       | Klasyfikacja generalna | Klasyfikacja generalna | Klasyfikacja generalna | Klasyfikacja generalna | Klasyfikacja generalna |
| ---------------------- | ---------------------- | ---------------------- | ---------------------------- | ---------------------- | ---------------------- | ---------------------- | ---------------------- | ---------------------- |
| 1.                     | Philippe Bugalski      | Jean-Paul Chiaroni     | Citroën Xsara Kit Car        | 4:13:45.6              |                        | A7                     | 10                     |                        |
| 2.                     | Didier Auriol          | Denis Giraudet         | Toyota Corolla WRC           | 4:14:17.4              | +31.8                  | A8 M                   | 6                      |                        |
| 3.                     | Tommi Mäkinen          | Risto Mannisenmäki     | Mitsubishi Lancer Evo VI     | 4:16:06.7              | +2:21.1                | A8 M                   | 4                      |                        |
| 4.                     | Freddy Loix            | Sven Smeets            | Mitsubishi Carisma GT Evo VI | 4:16:21.0              | +2:35.4                | A8 M                   | 3                      |                        |
| 5.                     | Richard Burns          | Robert Reid            | Subaru Impreza WRC           | 4:17:47.5              | +4:01.9                | A8 M                   | 2                      |                        |
| 6.                     | Juha Kankkunen         | Juha Repo              | Subaru Impreza WRC           | 4:18:32.9              | +4:47.3                | A8                     | 1                      |                        |
| 7.                     | Bruno Thiry            | Stéphane Prévot        | Subaru Impreza WRC           | 4:18:46.9              | +5:01.3                | A8 M                   |                        |                        |
| 8.                     | Oriol Gómez            | Pascual Oriol Julià    | Renault Mégane Maxi          | 4:19:34.3              | +5:48.7                | A7 2L                  |                        |                        |
| 9.                     | Luís Climent           | Álex Romaní            | Subaru Impreza WRC           | 4:20:14.4              | +6:28.8                | A8 TC                  |                        |                        |
| 10.                    | Piero Liatti           | Carlo Cassina          | SEAT Córdoba WRC             | 4:20:53.0              | +7:07.4                | A8 M                   |                        |                        |
| PWRC                   |                        |                        |                              |                        |                        |                        |                        |                        |
| 1. (17.)               | Hamed Al-Wahaibi       | Tony Sircombe          | Mitsubishi Lancer Evo V      | 4:36:18.3              |                        | N4 TC                  | 10                     |                        |
| 2. (18.)               | Giovanni Manfrinato    | Claudio Condotta       | Mitsubishi Lancer Evo V      | 4:36:41.2              | +22.9                  | N4                     | 6                      |                        |
| 3. (20.)               | Gustavo Trelles        | Martin Christie        | Mitsubishi Lancer Evo V      | 4:39:21.8              | +3:03.5                | N4                     | 4                      |                        |
| 4. (22.)               | Michal Gargulák        | Jiří Malčík            | Mitsubishi Carisma GT Evo V  | 4:42:53.3              | +6:35.0                | N4                     | 3                      |                        |
| 5. (26.)               | Michael Guest          | David Green            | Subaru Impreza WRX           | 4:46:22.0              | +10:03.7               | N4 TC                  | 2                      |                        |
| 6. (27.)               | Reece Jones            | Leo Bult               | Mitsubishi Lancer Evo V      | 4:47:24.4              | +11.06.1               | N4                     | 1                      |                        |
| Mistrzostwa Hiszpanii  |                        |                        |                              |                        |                        |                        |                        |                        |
| 1. (1.)                | Philippe Bugalski      | Jean-Paul Chiaroni     | Citroën Xsara Kit Car        | 4:13:45.6              |                        | A7                     |                        |                        |
| 2. (8.)                | Oriol Gómez            | Pascual Oriol Julià    | Renault Mégane Maxi          | 4:19:34.3              | +5:48.7                | A7 2L                  |                        |                        |
| 3. (9.)                | Luís Climent           | Álex Romaní            | Subaru Impreza WRC           | 4:20:14.4              | +6:28.8                | A8 TC                  |                        |                        |
| 4. (12.)               | Luis Mónzon            | José Carlos Déniz      | Peugeot 306 Maxi             | 4:26:52.5              | +13:06.9               | A7                     |                        |                        |
| 5. (15.)               | David Guixeras         | Jordi Mercader         | Citroën Saxo Kit Car         | 4:31:05.6              | +17:20.0               | A6                     |                        |                        |
| 2L WRC                 |                        |                        |                              |                        |                        |                        |                        |                        |
| 1 (8.)                 | Oriol Gómez            | Pascual Oriol Julià    | Renault Mégane Maxi          | 4:19:34.3              | -                      | A7 2L                  |                        |                        |

1. ↑  Litera M przy oznaczeniu grupy do której należy samochód oznacza, iż tylko ci kierowcy zdobywali punkty dla swoich zespołów liczonych w klasyfikacji producentów na koniec sezonu.

## Zwycięzcy odcinków specjalnych
| Dzień      | Odcinek | G. rozp. | Nazwa                   | Długość  | Zwycięzca            | Czas    | Lider rajdu          |
| ---------- | ------- | -------- | ----------------------- | -------- | -------------------- | ------- | -------------------- |
| 1 (19 KWI) | SS1     | 09:49    | Els Angels 1            | 15.66 km | wszyscy ten sam czas | 9:50.7  | wszyscy ten sam czas |
| 1 (19 KWI) | SS2     | 10:46    | Santa Pellaia 1         | 11.66 km | Jesús Puras          | 7:42.6  | Jesús Puras          |
| 1 (19 KWI) | SS3     | 12:41    | Coll de Bracons 1       | 19.89 km | Jesús Puras          | 13:02.1 | Jesús Puras          |
| 1 (19 KWI) | SS4     | 13:20    | La Trona 1              | 12.86 km | Tommi Mäkinen        | 8:31.5  | Jesús Puras          |
| 1 (19 KWI) | SS5     | 15:05    | La Fullaca - Arbucies 1 | 32.64 km | Jesús Puras          | 20:28.4 | Jesús Puras          |
| 1 (19 KWI) | SS6     | 15:53    | Cladells 1              | 15.27 km | Didier Auriol        | 10:00.8 | Jesús Puras          |
| 1 (19 KWI) | SS7     | 17:28    | Els Angels 2            | 15.66 km | Didier Auriol        | 9:41.4  | Jesús Puras          |
| 1 (19 KWI) | SS8     | 17:55    | Santa Pellaia 2         | 11.66 km | Jesús Puras          | 7:43.7  | Jesús Puras          |
| 2 (20 KWI) | SS9     | 10:29    | Prades                  | 13.77 km | Philippe Bugalski    | 8:17.1  | Philippe Bugalski    |
| 2 (20 KWI) | SS10    | 11:20    | La Riba 1               | 32.86 km | Colin McRae          | 20:33.4 | Philippe Bugalski    |
| 2 (20 KWI) | SS11    | 12:59    | Riudecanyes             | 12.68 km | Didier Auriol        | 8:52.8  | Philippe Bugalski    |
| 2 (20 KWI) | SS12    | 13:20    | Santa Marina            | 31.38 km | Philippe Bugalski    | 19:18.2 | Philippe Bugalski    |
| 2 (20 KWI) | SS13    | 15:04    | Gratallops - Escaladei  | 45.88 km | Philippe Bugalski    | 29:08.9 | Philippe Bugalski    |
| 2 (20 KWI) | SS14    | 17:41    | La Riba 2               | 32.86 km | Colin McRae          | 20:37.8 | Philippe Bugalski    |
| 3 (21 KWI) | SS15    | 10:31    | Coll de Santigosa       | 10.62 km | Tommi Mäkinen        | 6:49.2  | Philippe Bugalski    |
| 3 (21 KWI) | SS16    | 11:07    | Coll de Bracons 2       | 19.89 km | Tommi Mäkinen        | 13:08.8 | Philippe Bugalski    |
| 3 (21 KWI) | SS17    | 11:46    | La Trona 2              | 12.86 km | Philippe Bugalski    | 11:30.6 | Philippe Bugalski    |
| 3 (21 KWI) | SS18    | 13:31    | La Fullaca - Arbucies 2 | 32.64 km | Philippe Bugalski    | 20:24.9 | Philippe Bugalski    |
| 3 (21 KWI) | SS19    | 14:19    | Cladells 2              | 15.27 km | Didier Auriol        | 10:08.3 | Philippe Bugalski    |

## Klasyfikacja po 5 rundach
Tabele przedstawiają tylko pięć pierwszych miejsc.

### Kierowcy
| Lp. | Kierowca          | Pkt |
| --- | ----------------- | --- |
| 1   | Tommi Mäkinen     | 26  |
| 2   | Didier Auriol     | 23  |
| 3   | Colin McRae       | 20  |
| 4   | Carlos Sainz      | 16  |
| 5   | Philippe Bugalski | 10  |

### Producenci
| Lp. | Producent                    | Pkt |
| --- | ---------------------------- | --- |
| 1   | Toyota Castrol Team          | 43  |
| 2   | Marlboro Mitsubishi Ralliart | 32  |
| 3   | Ford Motor Co. Ltd.          | 28  |
| 4   | Subaru WRT                   | 18  |
| 5   | Seat Sport                   | 8   |